# Michael Growe
Michael Growe (* 12. Januar 1960 in Warburg) ist ein deutscher Maler, Bildhauer und Objektkünstler.
Er studierte von 1983 bis 1989 an der Kunstakademie Düsseldorf, 1989 wurde er Meisterschüler. Seine Lehrer waren unter anderen Gotthard Graubner, Erwin Heerich und sein Bruder, der Kunsthistoriker Bernd Growe. Er lebt in Köln und betreibt sein Atelier seit 1996 auf der Raketenstation Hombroich, Stiftung Insel Hombroich in Neuss.

## Werk und künstlerische Entwicklung

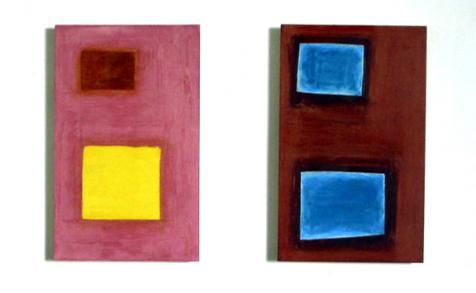
„Brigitte“ & „Bardot“ 2004
je 40,5 × 25,5 cm

Deutliche Einflüsse in Growes Werk kommen aus der New York School (Hans Hofmann, Ellsworth Kelly, Ad Reinhardt und andere) und dem europäischen Informel (Gruppe 53 und andere)- seine Arbeiten zeichnen sich durch farbintensive, den Gegensatz von Fläche und Raum visualisierende, oft mehrschichtig aufgebaute Farbfeldmalerei aus. Typisch für seine Arbeit ist – neben der abstrakt-expressiven Malgeste –  das Chassis aus Holz als Bildträger.

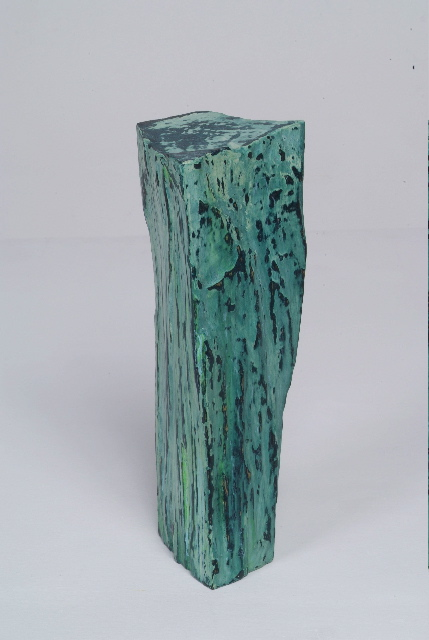
„Klotz“ 1989
45 cm

„Die Bewusstmachung von räumlichen und zeitlichen Dimensionen im künstlerischen Werk zählt zu den vorrangigen Zielen. (…) Malerei bedeutet für Growe stets die aus der Farbe heraus geborene Schaffung eines Körpers, der durch die ‚Art des Farbauftrags‘ und durch die ‚Organisation der Farben‘ eine besondere ‚Ladung‘ erhält,...“
„Diese Auffassung, die in der Vorstellung von Farbe als in den Raum hineinwirkende, plastische Form kulminiert, hebt die Grenze zwischen fiktionaler und faktischer Räumlichkeit auf, da das Bild nunmehr in seiner dreidimensionalen Gestalt wahrgenommen wird. Michael Growe scheint nun diesen Ansatz zu steigern und lässt das Bild nicht nur das Volumen eines Möbels an-, sondern gleichwohl auch dessen Funktion als Gebrauchsgegenstand übernehmen. Auf der Grundlage minimalistischer Diskurse erfährt das Bild bei Growe somit nicht nur den Übergang von der Fiktionalität in die Faktizität, sondern darüber hinaus in die Funktionalität“.
Growe bezeichnet die Faktizität von Wirkung und Ausstrahlungskraft seiner Malerei als Farbladung. Diese Empfindung eines Geladenseins der Oberfläche wird durch eine spezielle Vorgehensweise im Farbauftrag erreicht. Durch eine aufwändige Technik, bei der das Holz in vielen Schichten immer wieder mit Hautleim bemalt und abgeschliffen wird, entsteht eine weiche aber strukturierte Tiefe. Durch den Schliff durchdringt und öffnet Michael Growe die übereinander liegenden Farbschichten und macht auf diese Weise das Prozessuale seiner Malerei erfahrbar.
In seiner architekturbezogenen Malerei erfährt das Bild bei Michael Growe eine neue Dimension: Die Farbe auf seinen Objekten und Skulpturen, den so genannten „Trojanern“ trägt ihre Ladung vermittels ihrer dreidimensionalen Ausdehnung in den realen Raum.

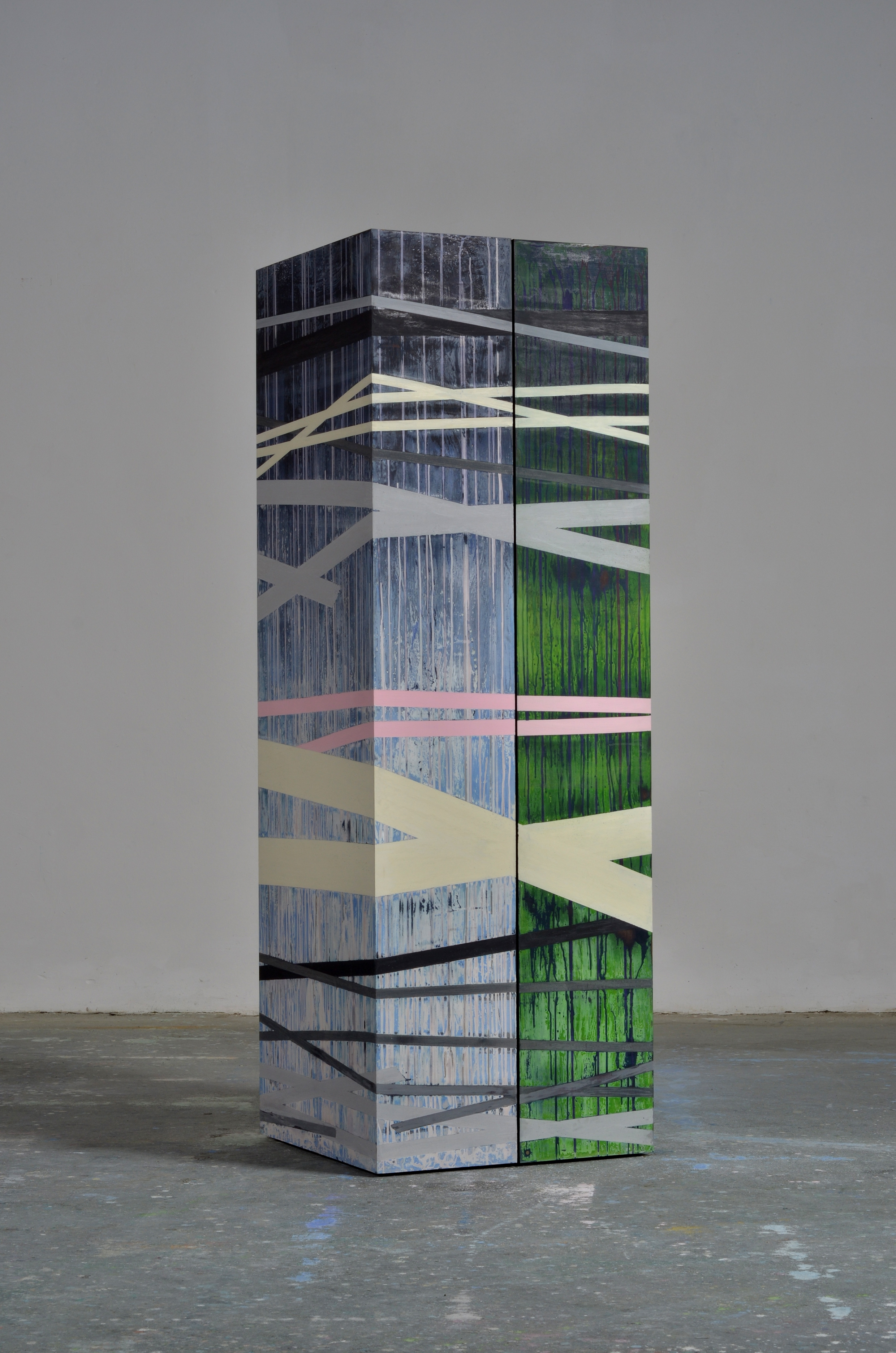
„superspell“ 2011 180 × 60 × 60 cm

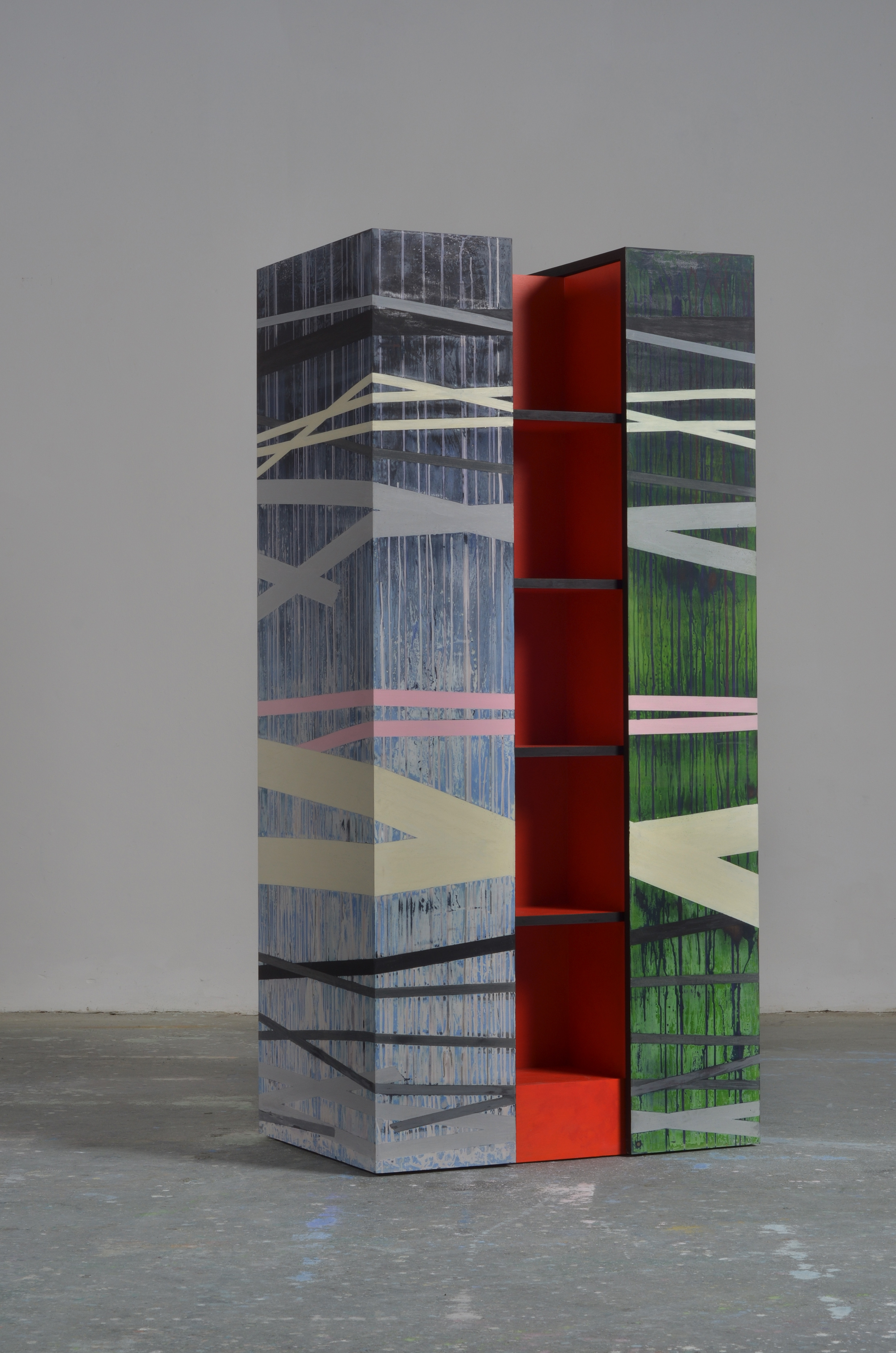
„superspell“, geöffnet

## Arbeiten im öffentlichen Raum
- Aachen, Museum in der ehemaligen Reichsabtei Kornelimünster.
- Düsseldorf, Museum Kunstpalast
- Frankfurt, Deutsche Bank
- Frankfurt, KFW Bankengruppe
- Kaiserslautern, Museum Pfalz-Galerie
- Kleve, Museum Kurhaus
- Köln, Museum für angewandte Kunst
- Köln, Bankhaus Oppenheim
- Köln, Stadtsparkasse
- Krefeld, Deutsches Textilmuseum
- Krefeld, Volksbank
- Mülheim an der Ruhr, Kunstmuseum
- München, Bayrische Hypo-Bank
- Neuss, Museum Insel Hombroich.

## Ausstellungen
Michael Growes Werke wurden in Deutschland (unter anderem Städtische Kunsthalle Düsseldorf, Kunstverein Münsterland, Museum für angewandte Kunst in Köln), Italien, Frankreich, in Litauen, der Schweiz und in China (unter anderem Beijing International Art Biennale) ausgestellt.
Im Jahr 2003 wurde Michael Growe durch den Kunstverein Münsterland mit dem Kunstpreis Münsterland ausgezeichnet.
2006 realisierte er das Bühnenbild für das Musiktheater „WIR“ von Christoph Staude nach Jewgeni Iwanowitsch Samjatin im Rahmen der Biennale „Internationales Festival für neues Musiktheater“ in München (2006).